# Болибоки
Боли́боки — село в Україні, у Дергачівській міській громаді Харківського району Харківської області. До 2020 орган місцевого самоврядування — Дергачівська міська рада. Населення становить 26 осіб.

## Географія
Село Болибоки знаходиться за 4 км від річки Лопань (правий берег), на відстані 2 км розташовані села Маслії, Мищенки, Замірці. Поруч із селом садові ділянки. Селом тече Балка Бармаха з декількома загатами. Поруч проходить автомобільна дорога Т 2103.

## Історія
За даними на 1864 рік на казенному хуторі Балібоків Деркачівської волості Харківського повіту мешкало 90 осіб (47 чоловічої статі та 43 — жіночої), налічувалось 18 дворових господарств.
Село постраждало внаслідок геноциду українського народу, проведеного урядом СССР у 1932—1933 роках, кількість встановлених жертв у Дергачах та Болибоках — 274 особи.
12 червня 2020 року, розпорядженням Кабінету Міністрів України № 725-р «Про визначення адміністративних центрів та затвердження територій територіальних громад Харківської області», увійшло до складу Дергачівської міської громади.
19 липня 2020 року, в результаті адміністративно-територіальної реформи та ліквідації Дергачівського району, село увійшло до складу Харківського району.